# Stephomyia clavata
Stephomyia clavata är en tvåvingeart som först beskrevs av Tavares 1920.  Stephomyia clavata ingår i släktet Stephomyia och familjen gallmyggor. Inga underarter finns listade i Catalogue of Life.